# وضع المكونات (التصميم الإلكتروني)
وضع المكونات عملية تصميم تندرج إثر التصنيع الآلي للدوائر الإلكترونية و تتمثل في تخطيط المساحة المتاحة داخل دارة متكاملة أو لوحة إلكترونية مطبوعة من أجل التحديد الدقيق لمواقع كل مكونات الدارة. لهذه العملية تبعية حادة نسبة إلى عملية توجيه الأشرطة الناقلة التي تربط بين مختلف المكونات. يتم تنفيذ هاتين العمليتين عادة من خلال خوارزميات مختلفة تنفذ حسب ترتيب منهجي. فيما يخص الرقاقات المعقدة ، يمثل تسلسل العمليات نفسه مشكلة جدولة شاقة. الممارسة الشائعة تكمن في تكرار العمليتين مع توازي جزئي حتى الحصول على حل مرض.

## المتطلبات والقيود
الشرط البديهي الذي يجب أن تستجيب إليه اللّوحة الإلكترونية المطبوعة هو عدم تقاطع جميع أشرطة الروابط الناقلة. يضاف إلى ذلك عدد كبير من القيود المتعلقة بتشغيل موثوق للدارة ، أهمها :
- التحكم في التداخل بين الإشارات والإشعاع الغير مرغوب فيه
- التحكم في انتشار الحرارة الواردة من المكونات في جميع أنحاء اللوحة المطبوعة
- ضبط طول الروابط على مزامنة الإشارات المنقولة

هناك أيضًا متطلبات تتعلق باقتصادية خط التصنيع الآلي للدارة ، من بينها :
- التقليل في مساحة اللوحة
- تجنب تصادم المكونات الإلكترونية
- تجنب الأشرطة الناقلة على وجه الالوحة المخصص للمكونات
- تجنب الأشرطة الناقلة بين الأسلاك لنفس المكون ، وحتى تحت سطحه في أفضل الحالات
- التقليل من عدد الطبقات الناقلة
- التقليل من عدد الجسور بين الأشرطة ، إما أن تكون على نفس الوجه للبطاقة أو عبر ثقوب في العازل

هذه القيود المتعددة يصعب التوفيق بينها ، لحسن الحظ هناك نتيجة رياضية مؤكدة على مدار العقود توضح أنه يمكن تلبية جلّ هذه الجوانب بتقليل الطول الإجمالي للأشرطة الناقلة الموجودة في الدارة.

## التقنيات البارزة
تم استخدام تقنيات البرمجة التربيعية بوفرة لوجود الحل الأمثل لمسألة وضع المكونات على اللوحة المطبوعة ، نظرا لأن تغيّر الطول الإجمالي للأشرطة الناقلة مع مواقع مختلف المكونات يمثل دالة من الدرجة الثانية.

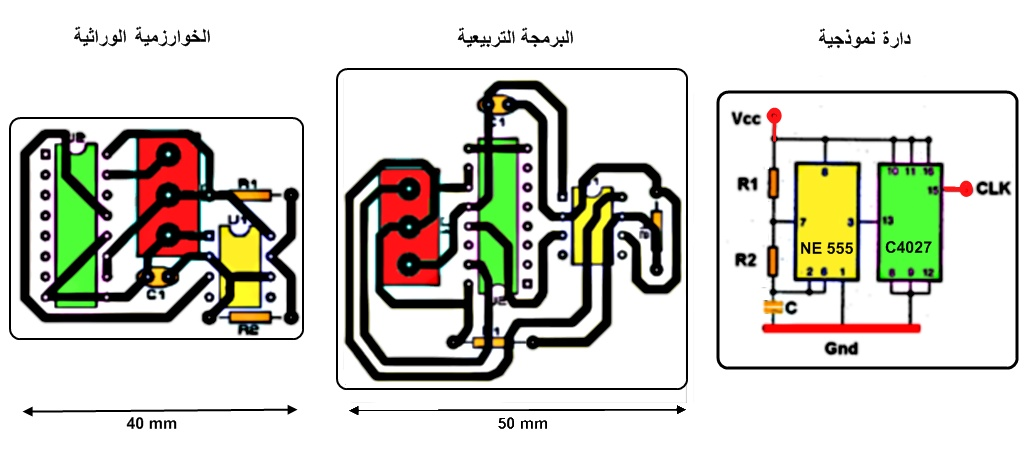

أساليب الإمثال التوافقي المستندة على القطع الأدنى استخدمت بأكثر نجاح.
تعمل أنظمة التصميم الحديثة على تمديد كلا المبدأين عن طريق إلحاقهما تقنيات ثقيلة مثل الخوارزميات الوراثية.
الصورة هنا على اليسار تعطي مقارنة بين المنهجين على نموذج دارة بسيطة.